# Bad Schwalbach
Bad Schwalbach (até 1927 oficialmente Langenschwalbach) é um município situado distrito de Rheingau-Taunus, no estado federado de Hesse, Alemanha. Em 2016, sua população era estimada em 10. 849 habitantes.
Está localizada no sudoeste do estado, a uma curta distância da margem leste do rio Reno, que o separa do estado da Renânia-Palatinado.

## Personalidades
- Polixena de Hesse-Rotemburgo (1706-1735), rainha da Sardenha.